# Jiménez (Familienname)
Jiménez ist ein ursprünglich patronymisch entstandener spanischer Familienname mit der Bedeutung „Sohn des Jimeno“. Außerhalb des spanischen Sprachraums tritt ganz vereinzelt auch die Form Jimenez auf.

## Namensträger

### A
- Aitor Jiménez Echave (* 1962), spanischer Ordensgeistlicher und Kurienbeamter
- Aitor González Jiménez (* 1975), spanischer Radrennfahrer
- Alberto Jiménez (* 1969), mexikanischer Boxer
- Alberto Jiménez Fraud (1883–1964), spanischer Pädagoge
- Alberto Iniesta Jiménez (1923–2016), spanischer Geistlicher, Weihbischof in Madrid
- Alejandra Jimenez Martinez (* 1988), peruanische Basketballspielerin
- Alejandro Jiménez Lafeble (1936–1998), chilenischer Geistlicher, Bischof von Valdivia
- Álex Jiménez (Fußballspieler, 2002) (* 2002), spanisch-dominikanischer Fußballspieler
- Álex Jiménez (Fußballspieler, 2005) (* 2005), spanischer Fußballspieler
- Alfredo Jiménez (1951–2022), mexikanischer Fußballspieler
- Anacleto Jiménez (* 1967), spanischer Langstreckenläufer
- Andrea Jiménez (* 2001), spanische Leichtathletin
- Andrés Jiménez (Basketballspieler) (* 1962), spanischer Basketballspieler
- Andrés Jiménez (Musiker) (* 1947), puerto-ricanischer Musiker
- Andrés Jiménez (Radsportler) (* 1986), kolumbianischer Radsportler
- Andrés Jiménez (Inlineskater), kolumbianischer Inlineskater
- Andrew Jimenez (* 1972), US-amerikanischer Animator, Drehbuchautor und Regisseur
- Ángel López Jiménez (* 1955), spanischer Astronom

- Antonio Jiménez (Baseballspieler), kubanischer Baseballspieler
- Antonio Jiménez Blanco († 2014), spanischer Politiker
- Antonio Jiménez Manjón (1866–1919), spanischer Komponist und Gitarrist
- Antonio Jiménez Quiles (1934–2023), spanischer Radrennfahrer
- Antonio Jiménez Pentinel (Penti; * 1977), spanischer Crossläufer
- Antonio Jiménez Sistachs (Toni; * 1970), spanischer Fußballspieler
- Antonio David Jiménez (* 1977), spanischer Hindernisläufer
- Apolinor Jiménez (* 1944), paraguayischer Fußballspieler
- Armando Larios Jiménez (1951–2021), kolumbianischer Geistlicher, Bischof von Riohacha
- Auxiliadora Jiménez (* 1975), spanische Fußballspielerin

### B
- Benjamín Jiménez Hernández (1938–2020), mexikanischer Geistlicher, Bischof von Culiacán

### C
- Camila Jiménez (* 2004), bolivianische Leichtathletin
- Carla Jimenez (* 1974), US-amerikanische Schauspielerin
- Carlos Jiménez (genannt La Mona; * 1951), argentinischer Sänger
- Carlos Jiménez (Fußballspieler, 1954) (Carlos Alberto Jiménez Báez; * 1954), costa-ricanischer Fußballspieler
- Carlos Jiménez (Fußballspieler, 1991) (Carlos Alberto Jiménez Martín; * 1991), spanischer Fußballspieler
- Carlos Jiménez (Fußballspieler, 1997) (Carlos Jiménez Luque; * 1997), spanischer Fußballtorwart
- Carlos Jiménez Mabarak (1916–1994), mexikanischer Komponist
- Carlos Jiménez Sánchez (* 1976), spanischer Basketballspieler
- Carlos Jiménez Villarejo (* 1935), spanischer Politiker (Podemos), MdEP und Staatsanwalt
- Carlos Ledgard Jiménez (1917–1988), peruanischer Rechtsanwalt und Politiker
- Carles Sirvan Jimenez (* 1988), andorranischer Fußballspieler
- Cédric Jimenez (* 1976), französischer Filmregisseur und Drehbuchautor
- Celia Jiménez (* 1995), spanische Fußballspielerin
- Cherito Jiménez (1968–2019), dominikanischer Sänger, Songwriter, Arrangeur und Komponist, siehe Cherito
- Cristian Jiménez (* 1995), guatemaltekischer Fußballspieler

### D
- Daniel Jiménez (Boxer) (Daniel Jiménez Román, * 1969), puerto-ricanischer Boxer
- Daniel Jiménez (Fußballspieler, 1983) (Daniel Alberto Jiménez Briones, * 1983), costa-ricanischer Fußballspieler
- Daniel Jiménez (Fußballspieler, 1988) (* 1988), belizischer Fußballspieler
- Daniel Martínez Jiménez (* 2002), spanischer Handballspieler
- Dariamny Jiménez (* 2000), dominikanische Leichtathletin
- David Jiménez (Boxer) (* 1992), costa-ricanischer Boxer
- David Jiménez Jiménez (* 1988), französischer Handballspieler
- Demetrio Jiménez Sánchez-Mariscal (1963–2019), spanischer Geistlicher, Prälat von Cafayate
- Diego Ramón Jiménez Salazar, eigentlicher Name von Diego el Cigala (* 1968), spanischer Flamenco-Sänger
- Dimas Antonio Acuña Jiménez (* 1972), kolumbianischer römisch-katholischer Geistlicher, Bischof von El Banco

### E
- Edorta Jimenez (* 1953), baskischer Schriftsteller
- Eduardo Jiménez de Aréchaga (1918–1994), uruguayischer Jurist und Politiker
- Eduardo Jiménez (* 1955), chilenischer Fußballspieler
- Eladio Jiménez (* 1976), spanischer Radrennfahrer
- Enrique Jiménez (* 1985), spanischer Altorientalist
- Enrique Jiménez Ramírez, genannt Enrique de Melchor (* 1951), spanischer Flamencogitarrist
- Enrique Adolfo Jiménez Brin (1888–1970), panamaischer Politiker und Präsident von 1945 bis 1948
- Ernesto Carratala Jiménez (* 1999), deutscher Fußballspieler
- Esteban Martín Jiménez (1937–1995), spanischer Radrennfahrer

### F
- Faustino Armendáriz Jiménez (* 1955), mexikanischer Geistlicher, Erzbischof von Durango
- Federico Jiménez Losantos (* 1951), spanischer Journalist und Schriftsteller
- Fernando Jiménez del Oso (1941–2005), spanischer Schriftsteller
- Flaco Jiménez (1939–2025), mexikanisch-US-amerikanischer Musiker
- Francisco Jiménez de Cisneros (1436–1517), Erzbischof von Toledo
- Francisco Jiménez (Gouverneur), 1568 Gouverneur von Tenochtitlan
- Francisco Jiménez (Ordensmann) († 1620), spanischer Dominikaner
- Francisco Jiménez (Autor) (* 1943), US-amerikanischer Philologe und Autor mexikanischer Herkunft
- Francisco Jiménez, spanischer Name von Francesc Eiximenis, katalanischer Ordensgeistlicher, Schriftsteller und Bischof
- Francisco Jiménez Tejada (* 1986), spanischer Fußballspieler, siehe Xisco (Fußballspieler, 1986)
- Francisco Orozco y Jiménez (1864–1936), mexikanischer Geistlicher, Erzbischof von Guadalajara
- Francisco Santiago Ruiz Jiménez (1920–1980), chilenischer Fußballspieler
- Francisco Sánchez Solano Jiménez (1549–1610), spanischer Franziskaner, Priester, Missionar in Südamerika und Heiliger
- Francisco Silva Jiménez (1923–2004), mexikanischer Fußballspieler

### G
- Generoso Jimenez (1917–2007), kubanischer Musiker
- Georgina Jiménez (1904–1994), panamaische Soziologin, Hochschullehrerin und Frauenrechtsaktivistin
- Gilberto Jiménez Narváez (1937–2015), kolumbianischer Geistlicher, Weihbischof in Medellín
- Gloria Jiménez (* 1975), peruanische Badmintonspielerin
- Gonzalo Jiménez de Quesada (1509–1579), spanischer Konquistador und Anwalt
- Gregorio Garavito Jiménez (1919–2016), kolumbianischer Ordensgeistlicher, Bischof von Villavicencio
- Guillermo Jiménez (Schriftsteller) (1891–1967), mexikanischer Schriftsteller
- Guillermo Jiménez (Musiker), dominikanischer Geiger und Musikpädagoge
- Guillermo Jiménez Leal (* 1947), venezolanischer Musiker, Sänger und Poet
- Guillermo Jiménez Morales (* 1933), mexikanischer Politiker
- Guillermo Jiménez Sáenz (1922–1988), costa-ricanischer Maler
- Guillermo Jiménez Sánchez (* 1940), spanischer Jurist
- Gustavo Jiménez (1886–1933), peruanischer Politiker, Präsident 1931

### H
- Héctor Jiménez (Schauspieler) (* 1973), mexikanischer Schauspieler und Filmproduzent
- Hector Jiménez (Fußballspieler) (* 1988), US-amerikanischer Fußballspieler
- Héctor Eduardo Castro Jiménez (* 1976), mexikanischer Fußballspieler
- Hennely Jimenez, US-amerikanische Schauspielerin, Tänzerin und ein Model

### I
- Ignacio Plaza Jiménez (* 1994), spanischer Handballspieler
- Iker Jiménez Elizari (* 1973), spanischer Journalist und Buchautor
- Iriner Jiménez (* 1988), venezolanische Gewichtheberin
- Isidora Jiménez (* 1993), chilenische Sprinterin
- Israel Jiménez (* 1989), mexikanischer Fußballspieler

### J
- Jaime Jiménez (* 1980), spanischer Fußballspieler
- Jaime Jiménez Muñoz (* 1930), mexikanischer Diplomat und General
- Javier Jiménez (Schwimmer) (* 1948), mexikanischer Schwimmer
- Javier Jiménez (Fußballspieler, 1952) (Javier Jiménez Báez, * 1952), costa-ricanischer Fußballspieler
- Javier Jiménez (Volleyballspieler) (Javier Ernesto Jiménez Scull, * 1989), kubanischer Volleyballspieler
- Javier Jiménez (Fußballspieler, 2000) (Javier Alejandro Jiménez Paris, * 2000), niederländischer Fußballspieler
- Jesika Jiménez (* 1980), panamaische Fechterin
- Jesús Jiménez Núñez (* 1993), spanischer Fußballspieler
- Jesús Jiménez Zamora (1823–1897), costa-ricanischer Politiker, Präsident 1863 bis 1866 und 1868 bis 1870
- Joaquin Jimenez (* 1956), französischer Medailleur
- Joaquín Jiménez Maxwell (1935–2011), dominikanischer Journalist, Rundfunksprecher und -direktor
- Jonathan Jiménez (Jonathan David Jiménez Guzmán, * 1992), salvadorianischer Fußballspieler
- Jordy Jiménez (* 1994), ecuadorianischer Leichtathlet
- Jorge Enrique Jiménez Carvajal (* 1942), kolumbianischer Ordensgeistlicher, Erzbischof von Cartagena
- José Jiménez Fernández (* 1943), spanischer Schauspieler und Sänger
- José Jiménez Lozano (1930–2020), spanischer Schriftsteller, Dichter und Journalist
- José Jiménez Ruiz (* 1946), spanischer General
- José Adalberto Jiménez Mendoza (* 1969), ecuadorianischer Ordensgeistlicher, Apostolischer Vikar von Aguarico
- José Alfredo Jiménez (1926–1973), mexikanischer Sänger und Komponist
- José Heredia Jiménez (* 1951), spanischer Fußballspieler
- José Luis Melena Jiménez (* 1946), spanischer Altphilologe und Mykenologe
- José Manuel Jiménez Berroa (1855–1917), kubanischer Komponist, Pianist und Musikpädagoge
- José Manuel Jiménez Ortiz (genannt Mané; * 1981), spanischer Fußballspieler
- José María Jiménez (1971–2003), spanischer Radrennfahrer
- José María Jiménez de Alcalá, spanischer Romanist und Hispanist
- José Mariano Jiménez (Revolutionär) (1781–1811), mexikanischer Revolutionär
- José Mariano Jiménez Wald (1843–1901), peruanischer Rechtsanwalt und Politiker
- José Patrocinio Jiménez (* 1953), kolumbianischer Radrennfahrer
- José Ricardo Jiménez (* 1995), mexikanischer Leichtathlet
- Joseph Jimenez (* 1959), US-amerikanischer Manager
- Juan Jiménez Mayor (* 1964), peruanischer Rechtsanwalt und Politiker
- Juan Jiménez de Montalvo (1561–1629), spanischer Richter und Kolonialverwalter
- Juan Espinoza Jiménez (* 1966), mexikanischer Geistlicher, Bischof von Aguascalientes
- Juan Isidro Jiménez (1846–1919), dominikanischer Politiker, Präsident 1899 bis 1902 und 1914 bis 1916
- Juan José Jiménez Ramos, bekannt als Tío José el Granaíno (1818?–unbekannt), spanischer Torero und Sänger
- Juan Miguel Jiménez López, bekannt als Juanmi (* 1993), spanischer Fußballspieler
- Juan Ramón Jiménez (1881–1958), spanischer Schriftsteller
- Juanmi (Juan Miguel Jiménez López; * 1993), spanischer Fußballspieler
- Juan Yuste Jiménez (* 1975), spanischer Fußballschiedsrichterassistent
- Julio Jiménez (1934–2022), spanischer Radrennfahrer
- Julio Jiménez (Drehbuchautor), kolumbianischer Drehbuchautor

### L
- Layselys Jiménez (* 2001), kubanische Kugelstoßerin
- Lázaro Pérez Jiménez (1943–2009), mexikanischer Geistlicher, Bischof von Celaya
- Letty Jimenez-Magsanoc (1941–2015), philippinische Journalistin
- Lucía Jiménez (Schauspielerin) (* 1978), spanische Schauspielerin
- Lucía Jiménez (Hockeyspielerin) (Lucía Jiménez Vicente; * 1997), spanische Hockeyspielerin
- Lucía Jiménez-Almendros (* 1985), spanische Tennisspielerin
- Luis Jiménez (* 1984), chilenischer Fußballspieler
- Luis Jiménez (Bildhauer) (1940–2006), mexikanisch-US-amerikanischer Bildhauer
- Luzmaría Jiménez Faro (1937–2015), spanische Verlegerin, Herausgeberin, Dichterin und Essayistin

### M
- Manny Jiménez (* 1938), dominikanischer Baseballspieler
- Manolo Jiménez (1941–2021), spanischer Fußballspieler und -trainer
- Manolo Jiménez (* 1976), andorranischer Fußballspieler
- Manuel Jiménez (Politiker) (1808–1854), dominikanischer Politiker, Präsident 1848/1849
- Manuel Basulto Jiménez (1869–1936), spanischer Geistlicher, Bischof von Jaén und Märtyrer
- Manuel de Jesús Jiménez Ortega (* 1952), dominikanischer Sänger und Komponist
- Manuel Jiménez (Bogenschütze) (1940–2017), spanischer Bogenschütze
- Manuel Jiménez de Parga (1929–2014), spanischer Rechtswissenschaftler und Politiker
- Manuel Jiménez Jiménez (* 1964), spanischer Fußballspieler und -trainer
- Manuel Jiménez Ramírez (1919–2005), mexikanischer Holzschnitzer, siehe Alebrije
- Manuel Ramírez Jiménez (1940–2015), spanischer Jurist und Politikwissenschaftler
- Marcos Pérez Jiménez (1914–2001), venezolanischer Politiker, Präsident 1952 bis 1958
- María Jiménez (1950–2023), spanische Sängerin
- Mariano Jiménez (1781–1811), mexikanischer Revolutionär, siehe José Mariano Jiménez (Revolutionär)
- Mariano Jiménez (Leichtathlet) (* 1985), argentinischer Leichtathlet
- Mario Echandi Jiménez (1915–2011), costa-ricanischer Politiker
- Marta Jimenez (* 20. Jh.), spanische Philosophin und Philosophiehistorikerin
- Marta Ruiz Jiménez (* 1970), spanische Historikerin
- Melissa Jiménez (Sängerin) (* 1984), US-amerikanische Sängerin
- Melissa Jiménez (Journalistin) (Melissa Jiménez Dionisio; * 1987), belgisch-spanische Journalistin und Schauspielerin
- Miguel Jiménez (Boxer) (Miguel Ángel Jiménez Cedres; * 1970), puerto-ricanischer Boxer
- Miguel Jiménez López (1875–1955), kolumbianischer Mediziner und Politiker
- Miguel Jiménez Ponce (* 1990), mexikanischer Fußballtorhüter
- Miguel Ángel Jiménez (* 1964), spanischer Golfer
- Miguel Bernal Jiménez (1910–1956), mexikanischer Komponist, Organist, Pädagoge und Musikwissenschaftler
- Milton Jiménez Puerto (* 1961), honduranischer Politiker
- Mónica Jiménez (1940–2020), chilenische Politikerin und Diplomatin

### N
- Natalia Jiménez (* 1981), spanische Musikerin
- Neal Jimenez (1960–2022), US-amerikanischer Drehbuchautor und Regisseur
- Nemesio Jiménez (* 1946), spanischer Radrennfahrer

### O
- Omar Jimenez (* 1993), US-amerikanischer Journalist und Korrespondent
- Orangy Jiménez (* 2001), venezolanische Sprinterin
- Osama Jiménez (* 2002), peruanischer Fußballspieler
- Oscar Mario Brown Jiménez (* 1937), panamaischer Priester, Bischof von Santiago de Veraguas
- Oton Jiménez (1895–1988), costa-ricanischer Botaniker

### P
- Paloma Jiménez (* 1983), mexikanisches Fotomodel
- Patria Jiménez (* 1957), mexikanische Politikerin
- Phil Jimenez (* 1970), US-amerikanischer Comiczeichner und -autor
- Porfi Jiménez (1928–2010), venezolanischer Musiker
- Porfirio Jiménez (* 1965), mexikanischer Fußballspieler

### R
- Ramón Jiménez-Gaona (Ramón Jiménez-Gaona Arellano; * 1969), paraguayischer Diskuswerfer
- Ramón Darío Valdivia Jiménez (* 1974), spanischer Geistlicher, Weihbischof in Sevilla
- Ramón Emilio Jiménez (1886–1971), dominikanischer Schriftsteller
- Raúl Jiménez (* 1991), mexikanischer Fußballspieler
- Ricardo Jiménez Oreamuno (1859–1945), costa-ricanischer Politiker, Präsident zwischen 1910 und 1936
- Roberto Jiménez Gago (Roberto; * 1986), spanischer Fußballtorhüter
- Rodrigo Jiménez de Rada (1170–1247), spanischer Feldherr, Historiker und Kleriker, Erzbischof von Toledo
- Rodrigo Xavier Carreras Jiménez (* 1947), costa-ricanischer Diplomat
- Rosa Jiménez, spanische Turnerin
- Ryan Jimenez (* 1971), philippinischer Geistlicher, Erzbischof von Agaña

### S
- Sergio Jiménez (1937–2007), mexikanischer Schauspieler und Filmregisseur
- Sergio Jiménez (Karambolagespieler) (* 1983), spanischer Karambolagespieler
- Sérgio Jimenez (* 1984), brasilianischer Rennfahrer
- Sérgio Jiménez (Leichtathlet) (* 1995), spanischer Langstreckenläufer
- Sergio del Valle Jiménez (1927–2007), kubanischer Politiker und General
- Silvia Jiménez (* um 1965), peruanische Badmintonspielerin
- Sixto Jiménez (* 1962), spanischer Beachvolleyballspieler
- Soraya Jiménez Mendivil (1977–2013), mexikanische Gewichtheberin

### T
- Tado Jimenez (eigentlich Arvin Jimenez; 1974–2014), philippinischer Comedian
- Timoleón Jiménez (1959), kolumbianischer Guerilla-Kämpfer, siehe Rodrigo Londoño
- Trevor Jimenez, kanadischer Animator und Regisseur
- Trinidad Jiménez (* 1962), spanische Politikerin (PSOE)

### V
- Vicente Jiménez Zamora (* 1944), spanischer Geistlicher, Bischof von Santander
- Victor Jiménez (1934–2024), US-amerikanischer Schauspieler puerto-ricanischer Abstammung, siehe Victor Argo
- Victoria Jiménez Kasintseva (* 2005), andorranische Tennisspielerin

### W
- Walter Antonio Jiménez (1939–2023), argentinischer Fußballspieler

### Z
- Zacharias Cenita Jimenez (1947–2018), philippinischer Geistlicher, Weihbischof in Butuan

### Fiktive Figuren
- Jose Jimenez, Kunstfigur von Bill Dana (Unterhaltungskünstler) (1924–2017), US-amerikanischer Unterhaltungskünstler